# Platkopbuidelmuizen
Platkopbuidelmuizen (Planigale) vormen een geslacht van buidelmuizen uit de onderfamilie Sminthopsinae. Het is het enige geslacht uit de geslachtengroep Planigalini. De wetenschappelijke naam van het geslacht werd in 1928 gepubliceerd door Ellis Le Geyt Troughton.

## Kenmerken
Het zijn zeer kleine buidelmuizen; P. ingrami is met een lichaamslengte van 55 tot 65 mm en een gewicht van 4 tot 6 gram zelfs het kleinste buideldier. Opvallende kenmerken van de platkopbuidelmuizen zijn de afgeplatte, wigvormige kop en het feit dat deze diertjes per dag hun eigen lichaamsgewicht aan insecten kunnen eten.

## Verspreiding en leefgebied
Deze dieren komen voor in Australië en Nieuw-Guinea.

## Soorten
Het geslacht Planigale omvat zeven beschreven soorten:
- Planigale gilesi Aitken, 1972 (komt voor in Centraal-Australië)
- Planigale ingrami (Thomas, 1906) – Platkopbuidelmuis (komt voor in Noord-Australië)
- Planigale kendricki Aplin, Cooper, Travouillon, & Umbrello, 2023 (komt voor in de Pilbara en aangrenzende regio's)
- Planigale maculata (Gould, 1851) (komt voor in Noord- en Oost-Australië)
- Planigale novaeguineae Tate & Archbold, 1941 (komt voor in Zuid-Nieuw-Guinea)
- Planigale tealei Aplin, Cooper, Travouillon, & Umbrello, 2023 (komt voor in de Pilbara)
- Planigale tenuirostris Troughton, 1928 (komt voor in de binnenlanden van Centraal- tot Zuidoost-Australië)

## Taxonomie
De verwantschappen binnen het geslacht zijn nog controversieel en zelfs de monofylie van het geslacht is onzeker. Op basis van morfologisch onderzoek werden aanvankelijk drie groepen voorgesteld. P. maculata en P. novaeguineae vormden samen de P. maculata-groep, P. ingrami en P. tenuirostris werden in de P. ingrami-groep geplaatst en P. gilesi vormde de enige soort van de P. gilesi-groep. Genetisch onderzoek ondersteunde echter geen van deze groepen; zowel P. maculata en P. novaeguineae als P. ingrami en P. tenuirostris zijn niet elkaars nauwste verwanten. P. maculata is mogelijk zelfs niet verwant aan de andere Planigale-soorten, maar aan de dikstaartsmalvoetbuidelmuis (Sminthopsis crassicaudata).